# بين هولمز
بين هولمز (بالإنجليزية: Ben Holmes)‏ هو كاتب سيناريو ومخرج أمريكي، ولد في 6 نوفمبر 1890 في ريتشموند في الولايات المتحدة، وتوفي في 2 ديسمبر 1943 في هوليوود في الولايات المتحدة.

## وصلات خارجية
- بين هولمز على موقع IMDb (الإنجليزية)
- بين هولمز على موقع أول موفي (الإنجليزية)
- بين هولمز على موقع قاعدة بيانات برودواي على الإنترنت (الإنجليزية)
- بين هولمز على موقع قاعدة بيانات الأفلام السويدية (السويدية)
- بين هولمز على موقع قاعدة بيانات الفيلم (الإنجليزية)
- بين هولمز على موقع كينوبويسك (الروسية)